# 导弹发射车
导弹发射车是一种可以用來运载和發射导弹的军用车辆。导弹发射车可以分為兩類，一類是搭載多管火箭发射器的車輛，而其他類型的導彈發射車則被稱為运输起竖发射車。有些导弹发射车可以直接開行；還有一些导弹发射車實際上是拖车，無法直接上路，需要牽引車牽引才能上路，這種导弹发射车加上牽引車後看上去就和半掛式卡車一樣。一些导弹发射车和其他普通車輛一樣具有輪胎，還有一些导弹发射车和坦克一樣具有履帶。